# José Felipe Abárzuza y Rodríguez de Arias
José Felipe Abárzuza y Rodríguez de Arias fue un pintor luminista y regionalista andaluz. Nace en Cádiz el 22 de mayo del 1871 falleciendo en Puerto Real el 21 de septiembre de 1948 Pintura de casacones, social, orientalista, el paisaje y el retrato. Compatibiliza sus estudios con las clases en la Escuela Especial de Bellas Artes gaditana, donde estará matriculado 24 años recibiendo la influencia del maestro local José Morillo. En Madrid seguirá al lado de Joaquín Sorolla.

## Obras
- Un maestro de obra prima
- El velatorio,Ilusiones y realidades
- El azahar de la novia
- Paisaje de Marmolejo
- El llanto de las moras
- Jardín de El Olivillo
- Techo del Gran Teatro Falla de Cádiz